# هیپوپنه
هیپوپنه یا هایپوپنه به تنفسی بیش از حد سطحی و سبک یا سرعت تنفسی غیرطبیعی است. برخی از افراد هیپوپنه را شدت کمتری از آپنه یا وقفه تنفسی (قطع کامل تنفس) تعریف می‌کنند. محققان دیگر کشف کرده‌اند که هیپوپنه یک تأثیر «مشابه اگرچه غیرقابل تشخیص» بر نتایج منفی اختلالات تنفسی در خواب داشته باشد. در کلینیک‌های خواب، سندرم آپنه انسدادی خواب یا سندرم آپنه انسدادی - هیپوپنه در حالت عادی به جای تمایز بین دو پدیده، با حضور مکرر آپنه یا هیپوپنه تشخیص داده می‌شود. هیپوپنه معمولاً با کاهش میزان حرکت هوا در ریه‌ها تعریف می‌شود و می‌تواند باعث کاهش سطح اکسیژن در خون شود.

## نشانه‌ها
شایع‌ترین علامت هیپوپنه خواب آلودگی بیش از حد است که در اثر قطع مداوم خواب ایجاد می‌شود. افراد مبتلا به هیپوپنه به دلیل انسداد جریان هوا اغلب دارای خروپف شدید و بلند هستند که با صداهای خفگی یا خروپف شدید قطع می‌شود و به‌دنبال آن دوره‌هایی از سکوت وجود دارد، زیرا هوای کافی نمی‌تواند از طریق دهان و بینی به داخل ریه‌ها جریان یابد. دوره‌های سکوت می‌توانند ۲۰ ثانیه یا بیشتر ادامه داشته باشند و در هر ساعت بارها اتفاق می‌افتند و در نتیجه آن، خواب کم و سطح اکسیژن خون کاهش می‌یابد.
سایر علائم هیپوپنه ممکن است شامل افسردگی، فراموشی، تغییر روحیه یا رفتار، مشکل تمرکز، از دست دادن انرژی، عصبی شدن و سردردهای صبحگاهی باشد. همه افراد مبتلا به هیپوپنه همه این علائم را تجربه نمی‌کنند و هرکسی که این علائم را داشته باشد نشانگر این نیست که وی به هیپوپنه مبتلاست.

## پیامدها
هیپوپنه نوعی اختلال است که ممکن است منجر به خواب آلودگی بیش از حد در طول روز و به خطر افتادن زندگی فرد از جمله حوادث رانندگی یا کاهش بهره‌وری در محل کار و مشکلات عاطفی گردد.
ممکن افراد مبتلا به هیپوپنه دچار بیماری‌های قلبی عروقی شامل سکته قلبی، فشار خون بالا، بیماری عروق کرونر قلب و سایر مشکلات مانند سکته مغزی، مشکلات روانپزشکی، ناتوانی جنسی، اختلال عملکرد شناختی و از دست دادن حافظه شوند.

## دلایل
از دلایل به ظهور هیپوپنه در افراد می‌توان به موارد زیر اشاره کرد:
- نقص آناتومیکی مانند تغییر شکل تیغه بینی یا تنگی مادرزادی گوشته بینی و غده
- التهاب لوزه حاد یا آدنوئیدیت
- چاقی یا داشتن اضافه وزن
- بیماری‌های عصبی عضلانی یا هر بیماری که منجر به ضعف عضلات تنفسی شود
- سندرم هایپوونتیلاسیون که باعث به خطر افتادن یا از کار افتادن حرکات تنفسی می‌گردد
- استفاده از داروهای آرامبخش، به عنوان مثال قرص‌های خواب‌آور
- سو مصرف الکل
- سیگار کشیدن
- سالخوردگی

موارد دیگر، که بیشتر آنها علل معمول انسداد مجاری هوایی، خروپف و آپنه خواب هستند.

## درمان

### هیپوپنه انسدادی
یکی از راه‌های درمان هیپوپنه انسدادی، فشار جریان هوای همواره مثبت (CPAP) است. CPAP نوعی روش درمانی است که در آن بیمار از ماسک روی بینی یا دهان استفاده می‌کند که فشار هوای ملایمی را به صورت مداوم اعمال می‌کند. فشار هوا به گونه ای تنظیم می‌شود که برای حفظ سطح اشباع اکسیژن در خون کافی باشد.
راه درمانی دیگر که گاهی کارآمد است یک وسیله دهانی است. پروتکل آکادمی پزشکی خواب در مورد آپنه انسدادی خواب (OSA) وسیله دهانی را برای کسانی که آن را به CPAP ترجیح می‌دهند و دارای آپنه خواب خفیف تا متوسط هستند یا کسانی که به CPAP پاسخ نمی‌دهند یا نمی‌توانند آن ماسک را بپوشند توصیه می‌کند. اگر بیمار یک آزمایش آزمایشی با CPAP داشته باشد، موارد شدید OSA را می‌توان با وسیله دهانی درمان کرد. وسیله دهانی باید با آموزش پزشکی خواب و توسط دندانپزشک ساخته شود.